# SA-1 (Аполо)
SA-1 е първият полет на Сатурн I, ракета-носител от американската програма Аполо, извършен на 27 октомври 1961 гододина. Ракетата е изстреляна в 15 часа 21 минути и 4 секунди Координирано универсално време.

## История
Това е първият полет на бустера Сатурн I, първият от семейството на ракетите Сатурн, както и най-голямото по размери и сила ракетно устройство дотогава. Той е три пъти по-висок, изисква е шест пъти повече гориво и произвежда десет пъти по-голяма тяга от Юпитер-С, ракетата, която извежда в орбита първият американски изкуствен спътник Експлорър 1 през 1958 година.

## Цели
Тъй като това е първият полет на ракетата „Сатурн“, бордовите системи постоянно се доработват. В НАСА се взема решение да не се изпробва наведнъж цялата система, а всяка степен поотделно. За този полет се изпробва първата степен и затова полетът е суборбитален, а конусът на ракетата е от ракета Юпитер

## Полет
На 26 октомври 1961 в 12:30 Източно време започва зареждането на ракетата с гориво – керосин RP-1 и течен кислород. Тъй като керосинът се изпарява, тя се напълва с три процента повече. Преди стартиране на ракетата излишъкът от гориво е източен.
Пълненето на резервоарите с течен кислород започва на следващия ден в 03:00. Прави се както зареждането с керосин: първо танковете се пълнят до около 10 % за проверка за течове, след което бързо до 97% и след това бавно догоре.
Въпреки няколко забавяния поради лоши атмосферни условия, ракетата е изстреляна с изоставане графика само с 1 час. Проектантите предвиждали 75 % шанс за успешно достигане на разчетното разстояние и само 30 %, да се завърши успешно полета.
Самият полет е почти перфектен. Ракетата се издига до височина от 136.5 km и се приземява на 345.7 km от площадката за изстрелване. Единственият проблем е, че двигателя спира работа 1.6 секунди по-рано. Това се дължи на факта, че е имало около 400 кг течен кислород, а керосинът не достига с около 410 кг. За пробния полет на ракетата е заредена само с 83 % от необходимото и количество гориво.